# Wuxi Open
Il Wuxi Open è un torneo professionistico maschile di tennis giocato sul cemento che fa parte dell'ATP Challenger Tour. Inaugurato nel 2024 al Wuxi International Tennis Centre di Wuxi, in Cina, il torneo fa parte della categoria Challenger 100. 

## Albo d'oro

### Singolare
| Anno | Campione       | Finalista       | Punteggio   |
| ---- | -------------- | --------------- | ----------- |
| 2025 | Sun Fajing     | Alex Bolt       | 7–6(4), 6–4 |
| 2024 | Bu Yunchaokete | Jahor Herasimaŭ | 6–4, 6–1    |

### Doppio
| Anno | Campioni                       | Finalisti                     | Punteggio        |
| ---- | ------------------------------ | ----------------------------- | ---------------- |
| 2025 | Vasil Kirkov Bart Stevens      | Ray Ho Matthew Romios         | 3–6, 7–5, [10–6] |
| 2024 | Calum Puttergill Reese Stalder | Toshihide Matsui Kaito Uesugi | 7–6(8), 7–6(4)   |